# Hotell Kåkbrinken
Hotell Kåkbrinken är en svensk dramafilm från 1946 i regi av Schamyl Bauman.

## Om filmen
Filmen premiärvisades den 26 december 1946. Den spelades in vid Sandrewateljéerna i Stockholm med exteriörer från Gamla stan i Stockholm av Hilmer Ekdahl. Som förlaga har man Siegfried Fischers pjäs Hotell Kåkbrinken som uruppfördes på Folkets Hus Teater i Stockholm 1944. Filmen har en verklig parallell: medan inspelningen pågick fördes en debatt mot rivningen av ett hus vid Kolmätargränd i Gamla Stan. I denna kamp var Vera Siöcrona engagerad. Husinvånarna vägrade flytta och några av de boende fick bäras ut av polis.
Hotell Kåkbrinken har visats på TV3 och i SVT, bland annat 2003, 2007 och i oktober 2019.

## Rollista i urval
- John Elfström – Laban Lundström, portier på Hotell Kåkbrinken, änkling
- Karl-Arne Holmsten – Åke Lundström, Labans son, ingenjör
- Åke Claesson – direktör Pontus Hallman, ägare till Hotell Kåkbrinken
- Harald Svensson – Ragnar Hallman, hans bror
- Iréne Söderblom – Ingrid Hallman, Pontus dotter
- Thor Modéen – grosshandlare Bernhard Sjöqvist
- Sigge Fürst – Oskar Nordh, styrman
- Vera Siöcrona – fröken Vera Siöcrona
- John Botvid – professor Vidar Bolling, hotellgäst
- Naima Wifstrand – Mia Boman, f.d. sufflös, hotellgäst
- Arne Lindblad – Alexander Munkedal, aktör, hotellgäst
- Anna-Greta Krigström – Maja Olsson, hotellstäderska
- Curt Löwgren – Alex Hermansson, dammsugaragent
- Ivar Kåge – journalist och entusiastisk konstnär
- Bengt Logardt – impressario
- Sylva Åkesson – ung dam på Källaren Dufvans kabaré
- Stina Flodin – ung flicka från tvättinrättningen

## Musik i filmen
- Beatrice-Aurore, kompositör Hjalmar Casserman, text Harriet Löwenhjelms dikt från 1913, sång Iréne Söderblom
- Det är så lätt att bli förälskad (här i Gamla Stan), kompositör Nils Edstam, text Nils Edstam, Nils Perne och Sven Paddock, sång Iréne Söderblom
- Liksom en herdinna högtidsklädd, kompositör och text Carl Michael Bellman, sång Åke Claesson
- Rysk fantasi, kompositör Andrew Walter, framförs på dragspel av Iréne Söderblom
- Jean Sjöman, kompositör Kai Gullmar, text Harry Iseborg, framförs på dragspel av Iréne Söderblom, sång Karl-Arne Holmsten
- Hammarforsens brus, kompositör Albert Brännlund, text 1935 Helge Roundquist text 1948 Tord Wetterberg text 1976 Thore Skogman, framförs på dragspel av Iréne Söderblom
- Kovan kommer, kovan går (Gesällvisa), text Emil Norlander, instrumental
- Tango Jalousie (Jalousie - Tango Tzigane), kompositör Jacob Gade, framförs på dragspel av Iréne Söderblom